# Mittenothamnium reduncum
Mittenothamnium reduncum là một loài Rêu trong họ Hypnaceae. Loài này được (Schimp. ex Mitt.) Ochyra mô tả khoa học đầu tiên năm 1999.